# 南达科他级战列舰 (1920年)
南达科他级战列舰（South Dakota Class）是美國海軍在第一次世界大戰后的「三年造舰计划」中，计划建造的最高级别的战列舰，在1920年時起造。该级战列舰在1922年华盛顿海军条约签订后（即“海军假日”时期）取消建造。

## 介绍
第一艘南达科他级战列舰设计方案于1917年5月4日定稿，该级别全部六艘战舰于1920年开始铺设龙骨。但是，随着华盛顿海军条约的签订，各国海军的战列舰吨位均受到严格限制，南达科他级六舰于1922年2月8日停止建造。其未建造完毕的船体也在1923年被作为废铁出售拆毁。南达科他级是后日德兰时期造舰思想的产物，但仍然与同时期的战列舰有一定区别：该级战舰的排水量比当时的普遍战列舰的排水量都要大近12,000吨，航速也比同时期战列舰快2节。该级别与列克星敦级、科罗拉多级战列舰同属当时的“1916年海軍法案”中。在“海军假日”时期，该计划中的绝大多数战舰因受条约限制均未完工。除南达科他级外，两艘列克星敦级在建造途中被改建成了航空母舰，而剩下的船体也遭到废弃。

## 同级舰
- 南達科他號戰艦 (BB-49)（USS South Dakota BB-49）
- 印第安納號戰艦 (BB-50)（USS Indiana BB-50）
- 蒙大拿號戰艦 (BB-51)（USS Montana BB-51）
- 北卡羅萊那號戰艦 (BB-52)（USS North Carolina BB-52）
- 愛荷華號戰艦 (BB-53)（USS Iowa BB-53）
- 麻薩諸塞號戰艦 (BB-54)（USS Massachusetts BB-54）